# Stéphane Hazée
Pour les articles homonymes, voir Hazée.
Stéphane Hazée, né à Liège le 3 mai 1975, est un homme politique belge de langue française, membre d'Ecolo.
Il est licencié en administration publique et agrégé de l'enseignement en sciences sociales; chercheur à l'ULg et au FNRS sur les problématiques relatives au service public, aux entreprises publiques et aux pouvoirs locaux (1997-1999) ; enseigne à l'ULg (1997-2001 et 2007-2008) ; directeur politique d'Ecolo ; chef de cabinet des Co-présidents Jean-Michel Javaux et Isabelle Durant.
Il devient député wallon et député de la Communauté française de Belgique en mars 2012, en suppléance de Emily Hoyos, devenu coprésidente d'Ecolo. Avant cela, il avait exercé les fonctions de membre et directeur de cabinet (Ministre José Daras), secrétaire politique des députés wallons et directeur politique d'Ecolo (sous la coprésidence de Jean-Michel Javaux). Il est réélu le 25 mai 2014 comme député wallon pour l'arrondissement de Namur. Depuis début 2017, il joue un rôle important dans la commission d'enquête parlementaire sur l'affaire Publifin.
Le 26 mai 2019, il est réélu député wallon.

## Décoration
- Chevalier de l'ordre de Léopold (2024)[1].